# كوهيجارفي
كوّهيجارفي هي بحيرة في فنلندا. وهي جزء من سلسلة من البحيرات التي تبدأ من البحيرات لوميني وفيسيجاكو في المياه المصرفة بين كوكيمانجوكي وكيميجوكي، تتدفق غربا من هناك، وتصب في بحيرة مالاسفيسي من خلال البحيرات كوّهيجارفي، كوكيا، ايسو-روين، هاونسيلكا وللموويلنسيلكا. البحيرة هي جزء من حوض كوكيماينجوكي وتقع على الجزء الأكبر من مدينة هامينلينا (في منطقة البلدية السابقة هاوهو).

## روابط خارجية
- Finnish Environment Institute: Lakes in Finland
- Etelä-Savon ympäristökeskus: Saimaa, nimet ja rajaukset (بالفنلندية)